# Carsten Levinsen
Carsten Levinsen (født 5. april 1812 i Holbæk ved Randers, død 9. august 1873 i København) var en dansk præst.
Carsten Levinsens fader, Henrik Levinsen, var skolelærer. 15 år gammel blev han sat i bogtrykkerlære i Randers, og 1832 blev han bogtrykkersvend. Samme år kom han ved justitsråd, borgmester Neckelmanns hjælp i Randers lærde skole, og 1836 blev han student. I 1842 underkastede han sig den teologiske embedseksamen, og derpå var han i flere år lærer i Maribos skole og Danekvindeskolen. I 1849 blev han præst ved Frederiks Hospital og Fødselsstiftelsen, 1858 residerende kapellan for Trinitatis Sogn, og i dette embede blev han til sin død. Som præst lykkedes det ikke Levinsen at samle nogen større menighed, men ved forskellige litterære arbejder vandt han et navn i videre kredse. Under pseudonymet Immanuel udgav han 1844 2 digtninger, Julen og Juletræet, og 1856 en fortælling, Mads Hansens mærkelige Levnedsløb. I 1845 oversatte han Tholucks Andagtstimer (2. udgave 1847), og 1846-47 udgav han et udvalg af hans prædikener i oversættelse. Til den af C.A.H. Kalkar udgivne Pragtbibel
bearbejdede han evangelierne, Apostlenes Gerninger og Johannes' Breve, og 1847 vandt han en af Trykkefrihedsselskabet udsat præmie for en populær fremstilling af den kristne kirkes historie (udgivet 1848). Samtidig bearbejdede han Georg Webers lærebog i verdenshistorien til brug for danske skoler (1847) og skrev en Ledetraad for den historiske Undervisning paa Grundlag af Bredows Elementarbog (1848). Større betydning fik dog hans verbalkonkordans til det Nye Testamente (1856) og til udvalgte steder af det gamle (1858), der til dels kunne træde i steden for Enevold Ewalds, og som Ewald havde han også udarbejdet en realkonkordans med en tidstavle (1853).